# ألبين سكوغلاند
ألبين سكوغلاند (بالسويدية: Albin Skoglund)‏ هو لاعب كرة قدم سويدي، ولد في 1 فبراير 1997 في السويد. لعب مع نادي أورغريته.

## وصلات خارجية
- ألبين سكوغلاند على موقع اتحاد السويد (السويدية)
- ألبين سكوغلاند على موقع قاعدة بيانات كرة القدم.إي يو (الإنجليزية)
- ألبين سكوغلاند على موقع Soccerway.com (الإنجليزية)